# KryoFlux

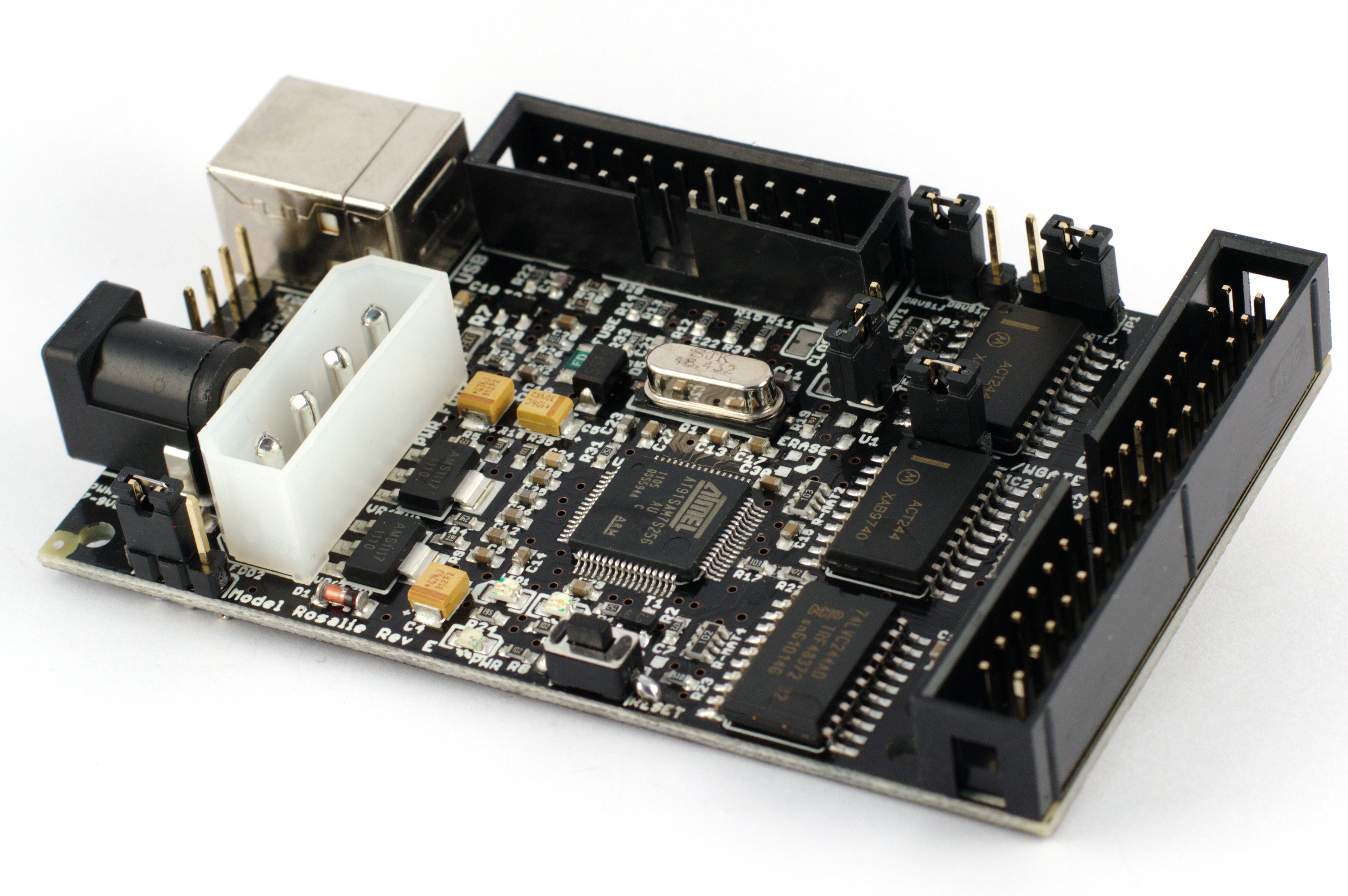
El controlador KryoFlux

KryoFlux es una solución de hardware y software para conservar software en disquete. Fue desarrollado por la Software Preservation Society.
KryoFlux consta de un pequeño dispositivo de software y hardware, que actúa como un sistema FDC programable por software que se ejecuta en pequeños dispositivos basados en ARM, al cual se le conecta a una unidad de disquetes, y a su vez se conecta a una PC a través de USB, para acceder a la mencionada disquetera. KryoFlux lee «transiciones de flujo» de disquetes con una resolución muy fina. También puede leer discos escritos originalmente con diferentes anchos de celda de bit y distintas velocidades de disco, con una velocidad de disco normal fija. El software está disponible para Microsoft Windows, Mac OS y Linux. El controlador KryoFlux se conecta a un puerto USB estándar y permite conectar unidades de disquete normales de PC.
Debido a que el dispositivo opera con bits de datos al nivel más bajo posible con una resolución de tiempo muy precisa, permite que las PC modernas lean, decodifiquen y escriban disquetes que usan prácticamente cualquier formato de datos o método de protección contra copias para ayudar en preservación digital. Se ha probado con éxito con muchas generaciones de unidades de disquete, incluidas unidades de 8", 5,25", 3,5" y 3", y docenas de formatos de disco que incluyen numerosos esquemas originalmente diseñados para prevenir la piratería de software, lo que permite su preservación (típicamente en un archivo de imagen almacenado en el disco duro u otro medio moderno) de programas y datos que inevitablemente sucumbirán a la degradación de datos a medida que el medio físico original se deteriore y se vuelva ilegible con el tiempo. Los archivos de imagen producidos pueden reescribirse en medios de disco nuevos o, más comúnmente, usarse con emuladores de software de los sistemas originales.
Al leer discos antiguos (especialmente aquellos almacenados en ambientes sin clima controlado durante períodos prolongados), pueden surgir una serie de problemas, incluido el debilitamiento del campo magnético que almacena los datos, el deterioro del aglutinante que sujeta las partículas de metal a la superficie del disco de plástico, problemas de fricción que impiden que el disco gire libremente en su funda protectora exterior, y problemas causados por la desalineación física de la unidad que originalmente escribió el disco o la que se usa para leerlo. Los usuarios han detallado varias técnicas para ayudar en la recuperación de datos almacenados en tales discos marginales.